# 干潟星雲
干潟星雲 (ひがたせいうん、M8、NGC 6523) は、いて座にある散光星雲（輝線星雲）である。散光星雲を南北に横切る帯状の暗黒星雲が存在し、その姿が干潟に似ていることからその名が付けられている。星雲と同じ位置に散開星団 NGC 6530 も重なって見える。

## 特徴

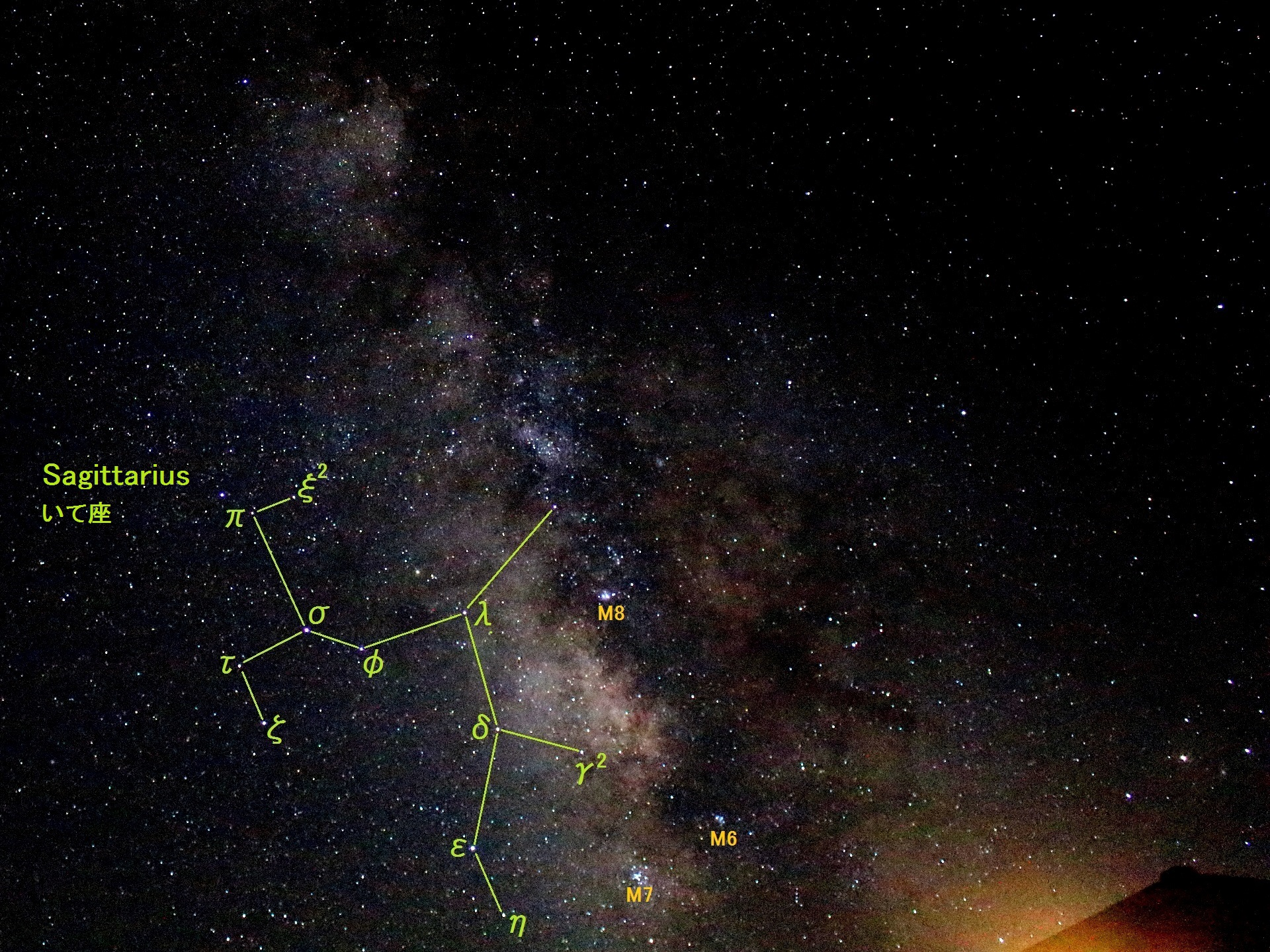
天の川といて座

いて座の南斗六星の柄の先端に当たるμ星の南西約4°に位置する。M8 の1.4°北には三裂星雲 M20 もあり、共に夏に見られる代表的な散光星雲である。視直径が大きいので双眼鏡でも観察できる。空が暗い場所では肉眼でも確認できる。双眼鏡でも十分楽しめる対象である。望遠鏡では干渉フィルターを使うことにより、星雲の像はさらに明瞭になる。小口径の天体望遠鏡で見ることができる暗黒星雲の内ではもっとも印象的なものであると言われている。
星雲の所々にボック・グロビュールと呼ばれる小さく丸い暗黒星雲の塊が見えるのが特徴である。これは分子雲の密度の高い部分が自己重力で収縮し、やがて原始星となって輝き始める直前の段階にあるものと考えられる。M16の中にも同様の暗黒星雲がありHSTで撮影されている。M16の物は太陽系程度の大きさであるが、干潟星雲の物はそれよりも50倍程度大きい。ハッブル宇宙望遠鏡によって、地上の竜巻のような不気味な星雲のかたまりが撮影されている。
星雲の中にはM42オリオン大星雲やM45プレアデス星団と同じように閃光星が発見されている。僅かな短時間で極端に光度が上昇する。20秒の間に、10.3等から6.8等まで上昇した例がある。
星雲の西側の中心にはいて座9番という5.89等星が存在する。この星はスペクトル分類がO6型の非常に高温の星であり、この星からの紫外線が M8 のガスの電離に大きく寄与していると考えられている。

## 観測の歴史
1654年以前にイタリアの天文学者ジョヴァンニ・バッティスタ・オディエルナによって観測されていたとされる。オディエルナとは独立して、星雲の前景にある NGC 6530 がジョン・フラムスティードによって1680年ごろ発見された。
その後、1746年にジャン＝フィリップ・ロワ・ド・シェゾーによって星団として再発見され、翌年の1747年にはフランスのギヨーム・ル・ジャンティによって星雲として観測された。1764年にシャルル・メシエがメシエカタログに加えた際には、この星雲を星団として登録しており、星団と星雲の両方を発見したと考えられている。メシエは「星団で、単純な3フィート望遠鏡で見ると星雲のように見える。しかしすぐれた機材では、数多くの暗い星団である」と記している。
「干潟」という言葉をM8と関連づけて使ったのは、アグネス・クラークであろうと言われている。1890年の『The System of Stars』という本で、彼女は暗黒星雲の黒い筋を干潟と表現した。